# 鞭虫症
鞭虫症（べんちゅうしょう）は鞭虫感染（べんちゅうかんせん）とも呼ばれ、寄生虫の1種であるヒト鞭虫（鞭虫）によって起きる感染症である。少量の鞭虫による感染の場合、通常は症状がみられない。大量の鞭虫による感染の場合は、腹痛、疲労、下痢などの症状がみられる。時によって、下痢から出血が起こることがある。小児が感染した場合、知能発達と身体発育が遅れる可能性がある。出血により赤血球値の低下が起こることがある。

## 原因
この疾患は通常、鞭虫の卵が含まれた食べものや水を摂取したときに蔓延する。また、虫卵によって汚染された野菜を十分に洗わなかったり調理しなかったりしたときにも起こる場合がある。虫卵は、人間による屋外排泄の場所や、人間の糞を処理せずに肥料として使用している場所の土壌中に見られる。虫卵は感染者が糞便とともに排出する。そのような土で小児が遊んだり、汚染された土を触った手を口に入れたりしたときにも容易に感染する。鞭虫は長さが4cmほどで大腸に寄生する。鞭虫症は便を顕微鏡で検査し、虫卵を見つけることで診断する。虫卵は樽形をしている。

## 予防と治療
調理前の手洗い、ならびに食べものの適切な調理によって予防できる。それ以外の方法としては、機能する清潔な便所や浄水の使用を確保するといった衛生設備へのアクセスの改善などがある。世界中の感染が一般的な地域では、人口全体が定期的にまとめて治療を受けることがよくある。治療には、治療薬アルベンダゾール、メベンダゾールまたはイベルメクチンを3日間服用する。治療後も再び感染することがよくある。

## 疫学
鞭虫感染は世界の約6〜8億人に影響を与えている。熱帯諸国で最も一般的である。発展途上国では、鞭虫症の感染者が鉤虫症と回虫症も罹患していることがよくある。こうした感染は多くの国々の経済に大いに影響を与えている。この疾患に対してワクチンを開発する作業が進められている。鞭虫症は顧みられない熱帯病に分類されている。

## 文献・資料
1. 1 2 3 4 5  “Parasites - Trichuriasis (also known as Whipworm Infection)”. CDC (2013年1月10日). 2014年3月5日閲覧。
2. 1 2 3 4 5 6 7 8  “Soil-transmitted helminth infections Fact sheet N°366”. World Health Organization (2013年6月). 2014年3月5日閲覧。
3. ↑  “Parasites - Trichuriasis (also known as Whipworm Infection) Diagnosis”. CDC (2013年1月10日). 2014年3月20日閲覧。
4. ↑  Duben-Engelkirk, Paul G. Engelkirk, Janet (2008). Laboratory diagnosis of infectious diseases : essentials of diagnostic microbiology. Baltimore: Wolters Kluwer Health/Lippincott Williams & Wilkins. p. 604. ISBN 9780781797016
5. 1 2  “Parasites - Trichuriasis (also known as Whipworm Infection) Prevention & Control”. CDC (2013年1月10日). 2014年3月20日閲覧。
6. ↑  Ziegelbauer, K; Speich, B; Mäusezahl, D; Bos, R; Keiser, J; Utzinger, J (Jan 2012). “Effect of sanitation on soil-transmitted helminth infection: systematic review and meta-analysis.”. PLoS medicine 9 (1):  e1001162. doi:10.1371/journal.pmed.1001162. PMC 3265535. PMID 22291577.
7. 1 2 3 4  Bethony, J; Brooker, S; Albonico, M; Geiger, SM; Loukas, A; Diemert, D; Hotez, PJ (2006-05-06). “Soil-transmitted helminth infections: ascariasis, trichuriasis, and hookworm.”. Lancet 367 (9521):  1521–32. doi:10.1016/S0140-6736(06)68653-4. PMID 16679166.
8. ↑  “Parasites - Trichuriasis (also known as Whipworm Infection): Resources for Health Professionals”. CDC (2013年1月10日). 2014年3月5日閲覧。
9. ↑  Jia, TW; Melville, S; Utzinger, J; King, CH; Zhou, XN (2012). “Soil-transmitted helminth reinfection after drug treatment: a systematic review and meta-analysis.”. PLoS neglected tropical diseases 6 (5):  e1621. doi:10.1371/journal.pntd.0001621. PMC 3348161. PMID 22590656.
10. ↑  Fenwick, A (Mar 2012). “The global burden of neglected tropical diseases.”. Public health 126 (3):  233–6. doi:10.1016/j.puhe.2011.11.015. PMID 22325616.
11. ↑  Jamison, Dean (2006). “Helminth Infections: Soil-transmitted Helminth Infections and Schistosomiasis”. Disease control priorities in developing countries (2nd ed. ed.). New York: Oxford University Press. p. Chapter 24. ISBN 9780821361801
12. ↑  “Neglected Tropical Diseases”. cdc.gov (2011年6月6日). 2014年11月28日閲覧。